# 武南市
武南市（ぶなんし）は、埼玉県川口市・鳩ヶ谷市・蕨市の3市の合併によって誕生する予定であった市の名称である。

## 沿革
- 1983年（昭和58年）11月 - 川口市・鳩ヶ谷市・草加市・蕨市・戸田市の5市が「埼玉県南5市まちづくり協議会」を設置
- 2000年（平成12年） - まちづくり協議会において合併構想の研究を開始
- 2002年（平成14年）12月26日 - 川口市・鳩ヶ谷市・蕨市の3市で任意の「川口市・蕨市・鳩ヶ谷市合併協議会」を設置、草加市と戸田市はいずれも2003年までに不参加を表明
- 2003年（平成15年）12月24日 - 協議会が法定合併協議会となる
- 2004年（平成16年）
  - 6月 - 蕨市で住民投票を求める直接請求が議会に提出され、有効投票総数が50％に満たない場合は開票しないことを条件に住民投票の実施を決定
  - 7月 新市名の公募を実施。第1位は「川口市」（1万4778票）であったが協議会では第5位の「武南市」（579票）を推す声が強く、決選投票の実施を決定

| 順位 | 名称       | 票数    |
| ---- | ---------- | ------- |
| 1    | 川口市     | 14778票 |
| 2    | わかば市   | 1568票  |
| 3    | かわぐち市 | 1481票  |
| 4    | 若葉市     | 584票   |
| 5    | 武南市     | 579票   |

- 2004年（平成16年）7月12日 - 決選投票の結果「武南市」22票対「川口市」19票で新市名を「武南市」とすることに決定
  - 7月21日 - 川口市の臨時市議会で全員協議会が開かれ、決選投票の結果は民意を無視しているとして合併協議離脱を求める決議
  - 8月1日 - 川口市の合併協議離脱を受けて蕨市で予定されていた住民投票の中止が決定される
  - 8月2日 - 川口市の臨時市議会で合併協議離脱を正式決定
  - 9月30日 - 合併協議会解散

## 新市名決定までの経緯
「武南」は「武蔵国の南」を意味し（但し旧国としての武蔵国域は、さらに南側に東京都や神奈川県の一部が連なるため、当地は本来「武蔵国の中南部」に当たる）、合併協議に参加していた3市を包含する広域地名である。例えば埼玉県警武南警察署（鳩ヶ谷市、管轄地域は川口市東部も含む）や武南中学校・高等学校（蕨市）などの名称に「武南」が使用されている。主に蕨市の関係者が川口市への編入イメージを嫌い「武南市」を支持した。「武蔵国の南」を意味する言葉には他に「南武」が存在し、「南武線」沿線がまさにこれに該当する。
一方、一般公募では「川口市」が1位で「武南市」は大きく水をあけられた5位であった。この公募結果および合併域の中で川口市が人口・面積とも大部分を占めることから川口市では「武南市」という新市名に反発する声が強く、川口市が合併協議会を離脱したことにより合併協議会も解散に至った。
「わかば市」と「若葉市」の両市名は同じ埼玉県の坂戸市に若葉駅（東武東上線）があり、混同の恐れがあるとして一部反対意見が見られた。

## 合併協議決裂後の川口と鳩ヶ谷の動向
合併構想に参加していた3市の内、鳩ヶ谷市では市長が川口市との合併に積極的であることから2007年に合併推進室を設置。市民アンケートの結果、川口市への編入合併に対する賛成も3割にのぼるとして編入合併方式についても否定しない方針を表明しているが、川口市側は当初「時期尚早」として再協議を開始するか否かについて態度を保留していた。
2009年1月、鳩ヶ谷市が川口市に対して再度の合併協議を申し入れたのに対し川口市の岡村幸四郎市長（当時）は、同年7月の定例市議会で同年内に川口と鳩ヶ谷の2市で任意の協議会を設置する意向を表明した。そして、鳩ヶ谷市は2011年10月11日に川口市に編入合併され、消滅した。
なお、鳩ヶ谷市は町政施行時の1940年に新郷村・神根村・芝村と共に当時の国策のため川口市へ強制的に編入合併されたが1950年に再度、鳩ヶ谷町のみが当時の鳩ヶ谷の住民の民意によって住民投票を経て分離され旧新郷村域が川口市への残留を希望し川口市の飛び地となった経緯がある。この飛び地は1956年に安行村が川口市へ編入合併されたことに伴い解消しているが、その結果として鳩ヶ谷市（1967年に市制施行）は南側の一部が東京都足立区に接するのを除いて周囲一帯を川口市に取り囲まれる形状となっていた。なお、第二次世界大戦の敗戦後に日本において生じていた昭和の大合併の際に、安行村などの現在の川口市の北東部の村落は、「東の鳩ヶ谷、西の飯能」と称されていたように政情が不安定であった鳩ヶ谷よりも、経済的に順調に発展していた川口との合併を選択した。